# الاملاك (العدين)

تعديل مصدري - تعديل

الاملاك محلة تابعة لقرية الجعاري، التابعة لعزلة الجبلين بمديرية العدين إحدى مديريات محافظة إب في الجمهورية اليمنية.، بلغ تعداد سكانها 76 حسب تعداد اليمن لعام 2004.